# Sévigny
Pour les articles homonymes, voir Sévigny (homonymie).
Sévigny est une commune française, située dans le département de l'Orne en région Normandie, peuplée de 309 habitants.

## Géographie
La commune est au cœur de la plaine d'Argentan, limitrophe du chef-lieu d'arrondissement. Son bourg est à 5 km au nord d'Argentan, à 10 km au sud-ouest de Trun et à 24 km au sud-est de Falaise.
| Occagnes                   | Silly-en-Gouffern | Silly-en-Gouffern                  |
| Occagnes, Moulins-sur-Orne | Sévigny           | Silly-en-Gouffern, Urou-et-Crennes |
| Moulins-sur-Orne           | Argentan          | Urou-et-Crennes                    |

### Hydrographie
La commune est située dans le bassin Seine-Normandie. Elle est drainée par le ruisseau des Fontaines Thiot, le fossé 01 de Bellegarde et le fossé 01 des Brulins,,.

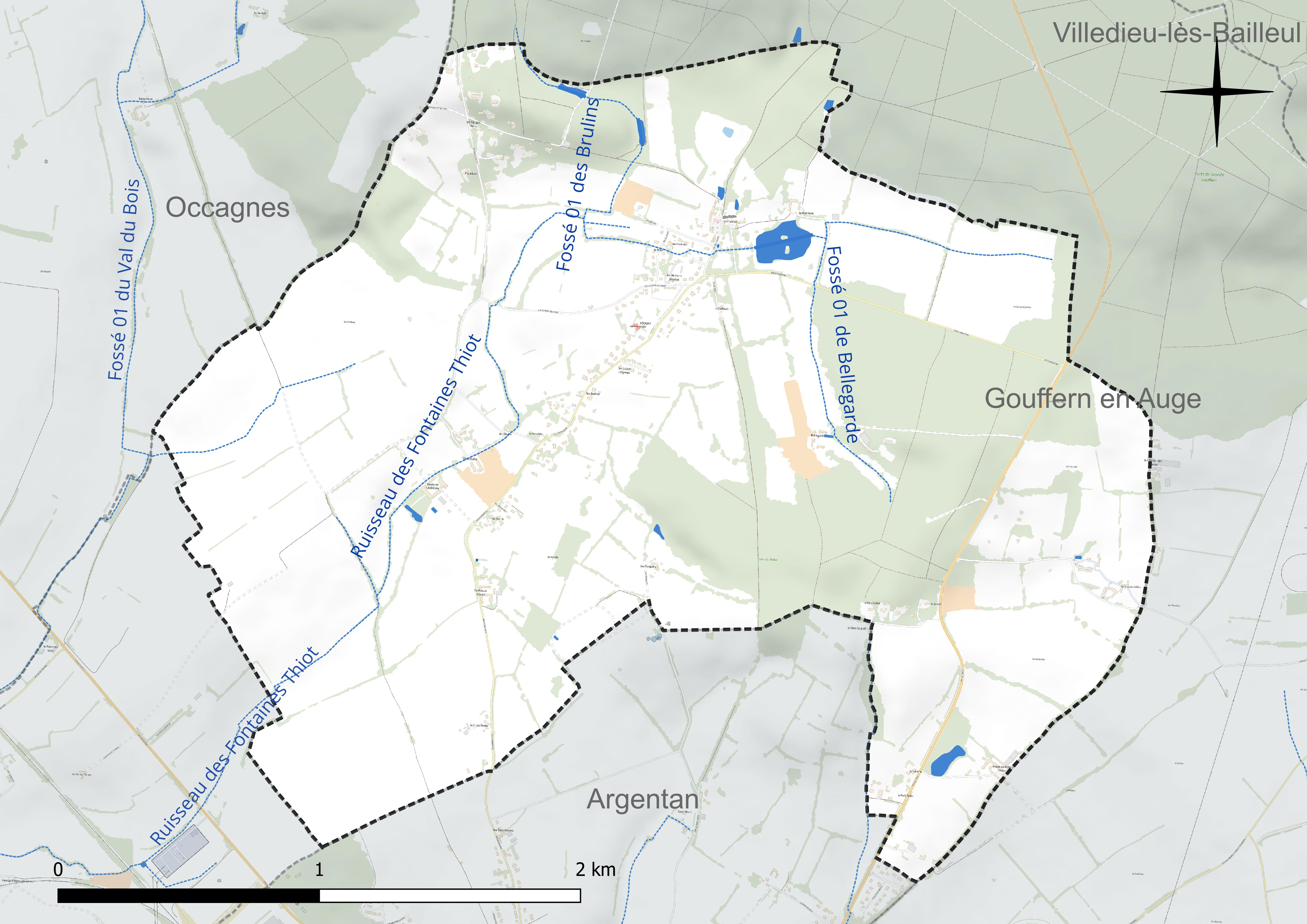
Réseau hydrographique de Sévigny.

### Climat
Pour des articles plus généraux, voir Climat de la Normandie et Climat de l'Orne.
En 2010, le climat de la commune est de type climat océanique altéré, selon une étude du CNRS s'appuyant sur une série de données couvrant la période 1971-2000. En 2020, Météo-France publie une typologie des climats de la France métropolitaine dans laquelle la commune est exposée à un climat océanique et est dans la région climatique Normandie (Cotentin, Orne), caractérisée par une pluviométrie relativement élevée (850 mm/a) et un été frais (15,5 °C) et venté. Parallèlement le GIEC normand, un groupe régional d’experts sur le climat, différencie quant à lui, dans une étude de 2020, trois grands types de climats pour la région Normandie, nuancés à une échelle plus fine par les facteurs géographiques locaux. La commune est, selon ce zonage, exposée à un « climat des plateaux abrités », se caractérisant par une pluviométrie et des contraintes thermiques modérées mais aussi, par effet de continentalité, des températures plus contrastées qu'au nord dans la plaine de Caen, avec communément 10 à 15 jours par an de plus de froid en hiver et de chaleur en été.
Pour la période 1971-2000, la température annuelle moyenne est de 10,1 °C, avec une amplitude thermique annuelle de 13,5 °C. Le cumul annuel moyen de précipitations est de 768 mm, avec 12,6 jours de précipitations en janvier et 7,3 jours en juillet. Pour la période 1991-2020, la température moyenne annuelle observée sur la station météorologique la plus proche, située sur la commune d'Argentan à 4 km à vol d'oiseau, est de 11,1 °C et le cumul annuel moyen de précipitations est de 691,9 mm,. Pour l'avenir, les paramètres climatiques de la commune estimés pour 2050 selon différents scénarios d’émission de gaz à effet de serre sont consultables sur un site dédié publié par Météo-France en novembre 2022.

## Urbanisme

### Typologie
Au 1er janvier 2024, Sévigny est catégorisée commune rurale à habitat dispersé, selon la nouvelle grille communale de densité à sept niveaux définie par l'Insee en 2022.
Elle est située hors unité urbaine. Par ailleurs la commune fait partie de l'aire d'attraction d'Argentan, dont elle est une commune de la couronne,. Cette aire, qui regroupe 50 communes, est catégorisée dans les aires de moins de 50 000 habitants,.

### Occupation des sols
L'occupation des sols de la commune, telle qu'elle ressort de la base de données européenne d’occupation biophysique des sols Corine Land Cover (CLC), est marquée par l'importance des territoires agricoles (74,6 % en 2018), en diminution par rapport à 1990 (78,9 %). La répartition détaillée en 2018 est la suivante : 
prairies (48,6 %), terres arables (26 %), forêts (21,8 %), zones urbanisées (3,6 %). L'évolution de l’occupation des sols de la commune et de ses infrastructures peut être observée sur les différentes représentations cartographiques du territoire : la carte de Cassini (XVIIIe siècle), la carte d'état-major (1820-1866) et les cartes ou photos aériennes de l'IGN pour la période actuelle (1950 à aujourd'hui).

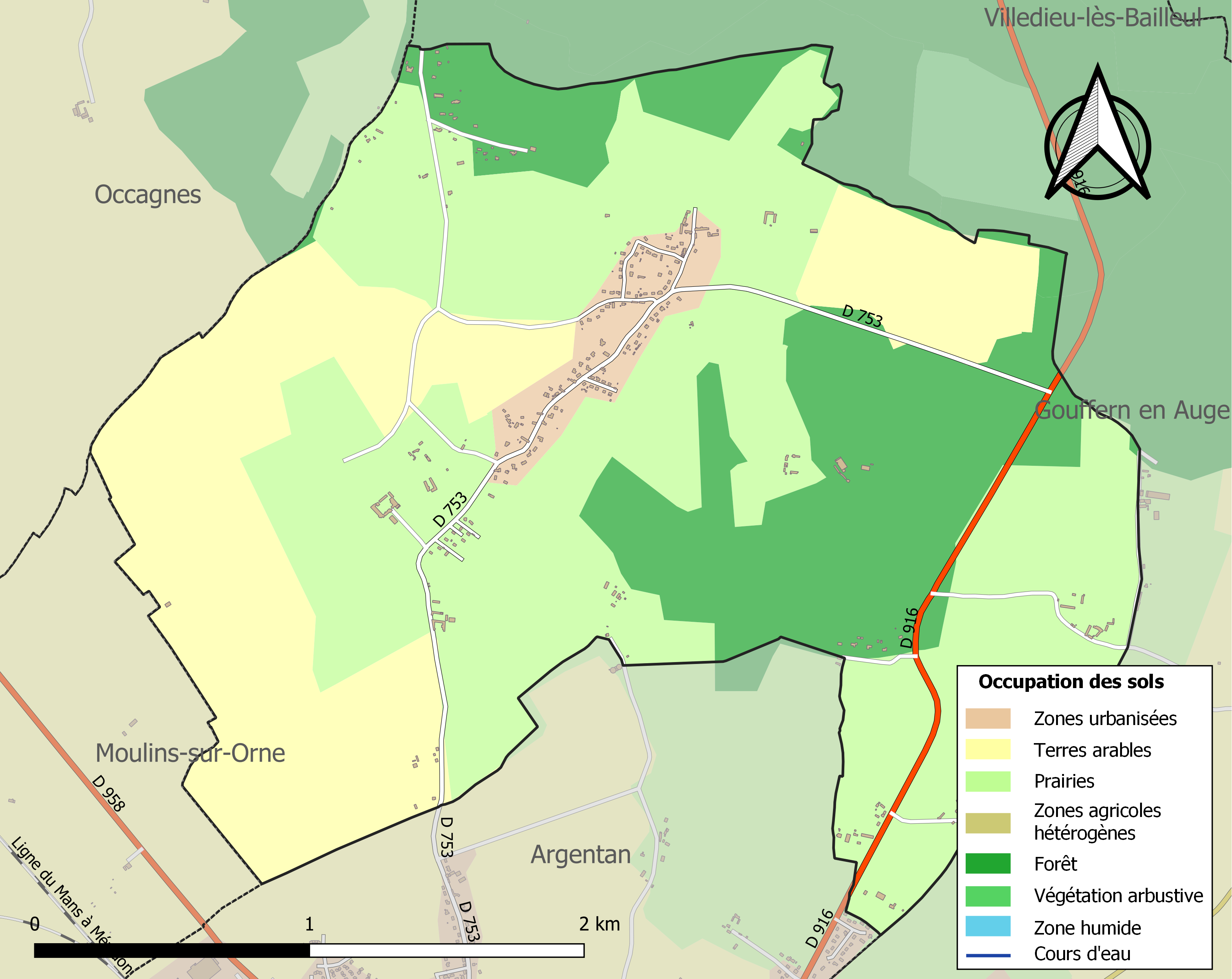
Carte des infrastructures et de l'occupation des sols de la commune en 2018 (CLC).

## Toponymie
Le nom de la localité est attesté sous les formes Sevigneium en 1249, Sevignei en 1345, Sevignyé en 1373.
Le toponyme Sévigny est issu de l'anthroponyme roman Sabinus ou Sabinius.
Le gentilé est Sévignatiens ou Sévignaciens.

## Politique et administration
| Période                                  | Période   | Identité           | Étiquette | Qualité                                                                       |
| ---------------------------------------- | --------- | ------------------ | --------- | ----------------------------------------------------------------------------- |
| ?                                        | mars 2001 | Alain de Quenetain |           |                                                                               |
| mars 2001                                | En cours  | Brigitte Gasseau   | SE-DVG    | Fonctionnaire territoriale, conseillère départementale du canton d'Argentan-1 |
| Les données manquantes sont à compléter. |           |                    |           |                                                                               |

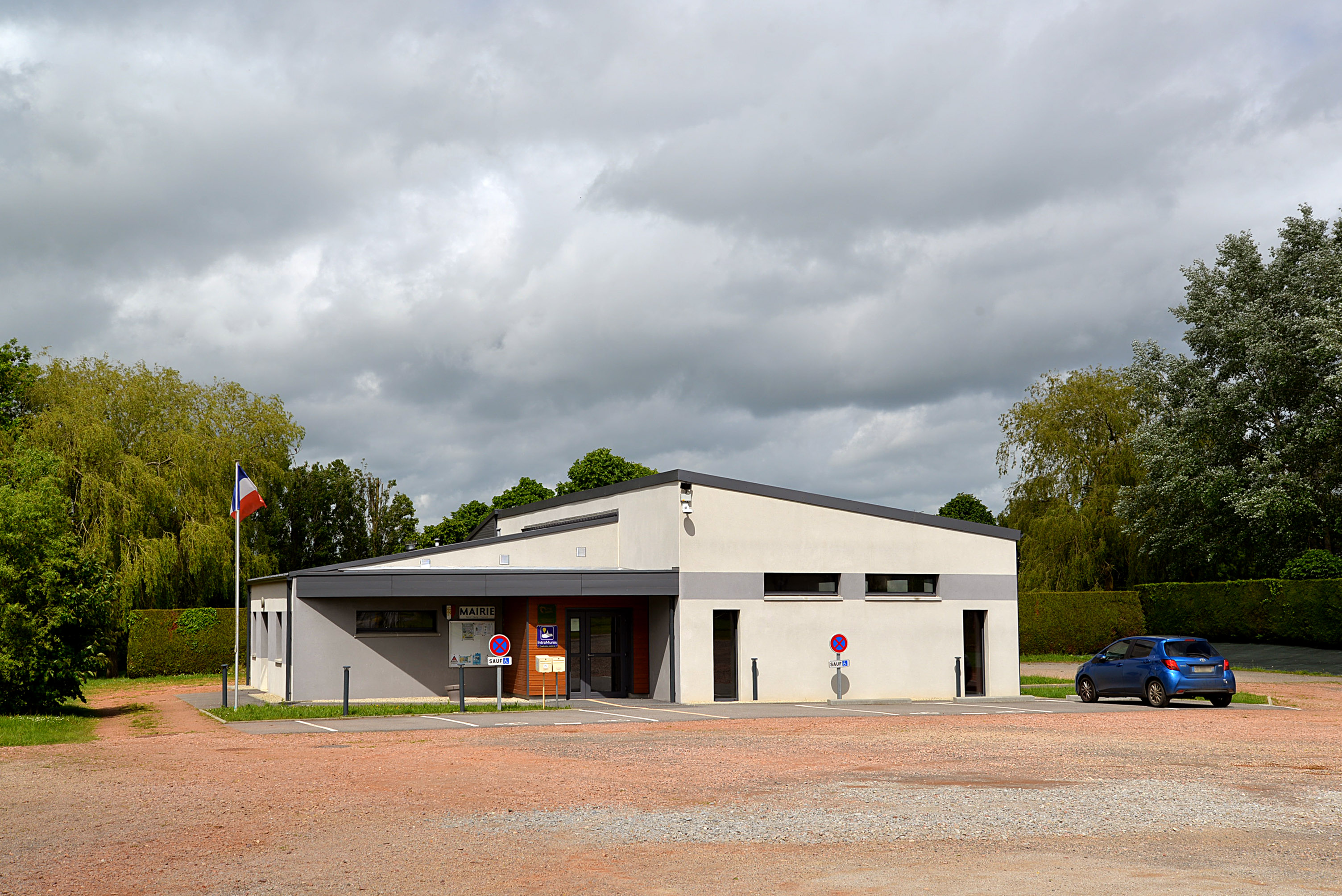
La mairie.

Le conseil municipal est composé de onze membres dont le maire et trois adjoints.

## Démographie
L'évolution du nombre d'habitants est connue à travers les recensements de la population effectués dans la commune depuis 1793. Pour les communes de moins de 10 000 habitants, une enquête de recensement portant sur toute la population est réalisée tous les cinq ans, les populations de référence des années intermédiaires étant quant à elles estimées par interpolation ou extrapolation. Pour la commune, le premier recensement exhaustif entrant dans le cadre du nouveau dispositif a été réalisé en 2004.
En 2022, la commune comptait 309 habitants, en évolution de −0,32 % par rapport à 2016 (Orne : −3,21 %, France hors Mayotte : +2,11 %).
Sévigny a compté jusqu'à 408 habitants en 1821.
| 1793 | 1800 | 1806 | 1821 | 1836 | 1841 | 1846 | 1851 | 1856 |
| ---- | ---- | ---- | ---- | ---- | ---- | ---- | ---- | ---- |
| 245  | 230  | 233  | 408  | 254  | 304  | 304  | 314  | 290  |

| 1861 | 1866 | 1872 | 1876 | 1881 | 1886 | 1891 | 1896 | 1901 |
| ---- | ---- | ---- | ---- | ---- | ---- | ---- | ---- | ---- |
| 274  | 270  | 254  | 219  | 196  | 184  | 179  | 171  | 153  |

| 1906 | 1911 | 1921 | 1926 | 1931 | 1936 | 1946 | 1954 | 1962 |
| ---- | ---- | ---- | ---- | ---- | ---- | ---- | ---- | ---- |
| 166  | 164  | 130  | 174  | 132  | 154  | 171  | 148  | 167  |

| 1968 | 1975 | 1982 | 1990 | 1999 | 2004 | 2006 | 2009 | 2014 |
| ---- | ---- | ---- | ---- | ---- | ---- | ---- | ---- | ---- |
| 172  | 218  | 319  | 377  | 352  | 337  | 327  | 326  | 314  |

| 2019 | 2022 | - | - | - | - | - | - | - |
| ---- | ---- | - | - | - | - | - | - | - |
| 305  | 309  | - | - | - | - | - | - | - |

## Lieux et monuments
- Tuilerie Sans-Pareil à la Maison Neuve, désaffectée, inscrite aux Monuments historiques[29].
- Haras du Petit Tellier.
- Église Saint-Brice (XVIIIe siècle).
- Château du XIXe.

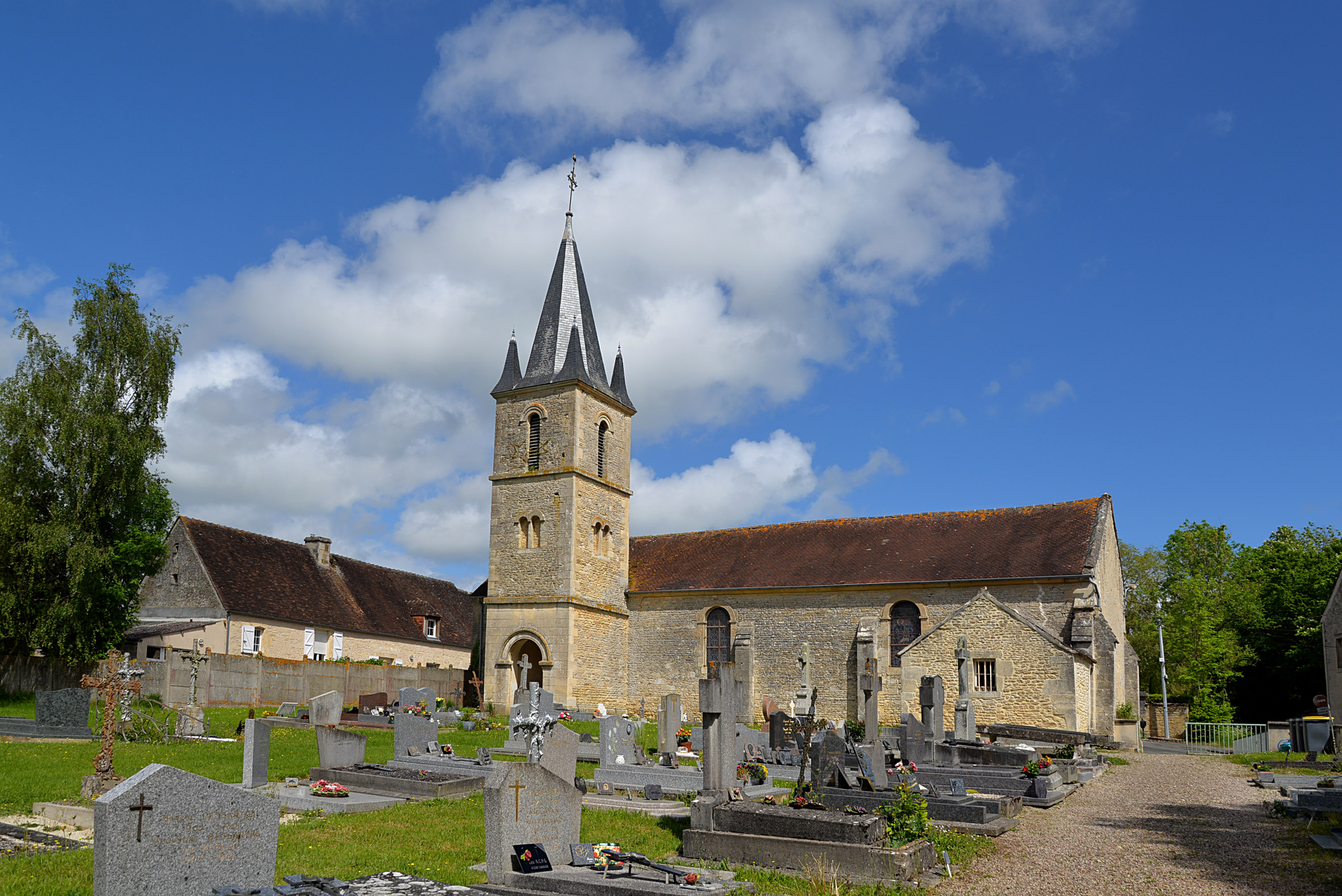
L'église Saint-Brice.
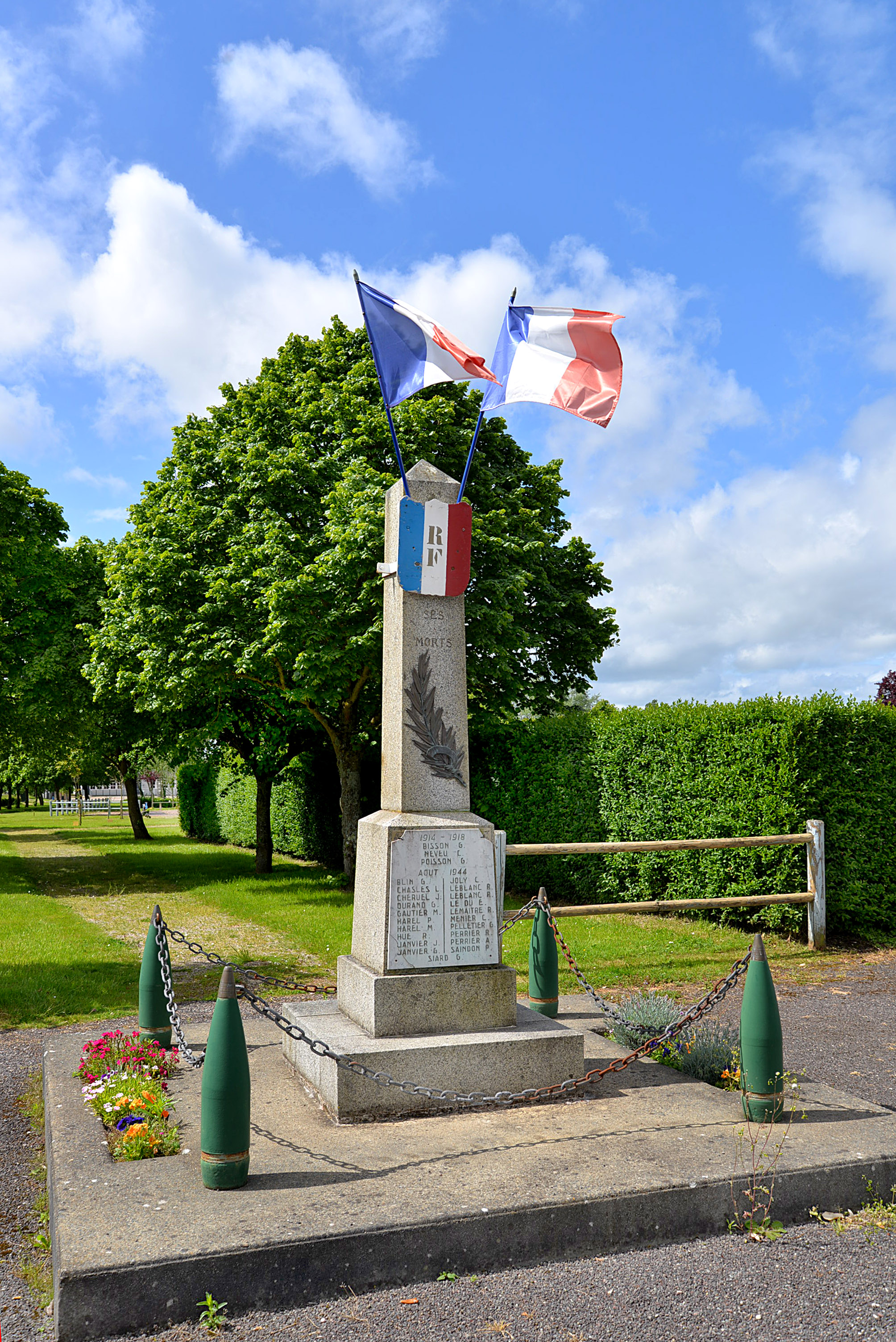
Le monument aux morts.

## Personnalités liées à la commune
- Michel-Marcel Gougeon, dit Minou, né en 1933 à Sévigny et mort le 4 novembre 2016 à Argentan (Orne)[30]. Jockey et driver de trot attelé, trois fois vainqueur du Prix d'Amérique, notamment en 1990 avec Ourasi.